# Козьмин, Георгий Фёдорович
Гео́ргий Фёдорович Козьми́н (1903—1976) — начальник Главного управления кораблестроения ВМФ, участник Великой Отечественной войны, вице-адмирал-инженер.

## Биография
Георгий Фёдорович Козьмин родился 8 (21) апреля 1903 года в Санкт-Петербурге.
С января по март 1921 года юнга Центрального Флотского экипажа (ЦФЭ), затем краснофлотец.
С сентября 1921 служил сигнальщиком, а с октября 1922 года старшим сигнальщиком посыльного судна «Кобчик».
В декабре 1922 года поступил в Военно-морское подготовительное училище.
С октября 1924 по июнь 1929 года учился в Высшем военно-морском инженерном училище имени т. Дзержинского.
С июня по октябрь 1929 года — корабельный курсант на линкоре «Парижская коммуна».
В ноябре 1929 года назначен помощником командира роты ЦФЭ.
С февраля 1930 года по апрель 1938 года инженер Морского завода и главного военного порта в Кронштадте.
С апреля 1938 года Г. Ф. Козьмин служил в Главном управлении кораблестроения ВМС СССР: начальником отделения, начальником отдела, с июля 1942 года — заместителем начальником управления.
20 апреля 1945 года присвоено звание инженер-контр-адмирал.
С мая 1946 по январь 1967 года начальник Главного управления кораблестроения ВМФ СССР.
31 мая 1954 года присвоено звание инженер-вице-адмирал. 18 ноября 1971 года переаттестован в вице-адмирал-инженер.
С января по март 1967 года в распоряжении Главнокомандующего ВМФ СССР.
С марта 1967 года в отставке.
Умер 8 декабря 1976 года. Похоронен на Введенском кладбище (14 уч.).

## Награды
- Два ордена Ленина (1946, 1963)
- Два ордена Красного Знамени (1944, 1951)
- Орден Отечественной войны 1 степени (1944)
- Два ордена Красного Знамени (1942, 1959)
- Медали
- Именное оружие (1953)

## Память
- Именем Г. Ф. Козьмина названо поисково-спасательное судно (проект 05360) «Георгий Козьмин», с 1980 года на ТОФе.

## Семья
- Жена — Козьмина Нина Полиэктовна (28.09.1909 — 27.06.1975)